# Cadre commun d'interopérabilité
Le Cadre commun d'interopérabilité (CCI) est un cadre qui définit les règles d'interopérabilité informatique entre les services gouvernementaux de l'administration, en France, dans le cadre du Référentiel général d'interopérabilité du programme ADELE.
Ce cadre s'inspire du cadre européen : European Interoperability Framework, du programme IDABC qui travaille quant à lui à un  plan européen d'interopérabilité. La vision européenne est également décrite par un ensemble de recommandations générales dont la  première version a été publiée en novembre 2004. 

## Publications de la Commission européenne
La Commission européenne a publié le 13/02/2006 sa Communication sur l'interopérabilité. 
Dans sa recommandation n°2[réf. nécessaire], la Commission européenne donne la priorité à l'utilisation de standards ouverts. 
Par standard ouvert, elle entend : 
- Le standard a été adopté et sa maintenance sera assurée par une organisation sans but lucratif, et son développement ultérieur se fera sur la  base d’une procédure décisionnelle ouverte accessible à toutes les parties intéressées (consensus ou décision majoritaire, etc.).

- Le standard a été publié et le document de spécification du standard est disponible soit gratuitement soit contre une somme symbolique. Tout le monde doit pouvoir copier, distribuer et utiliser ce document gratuitement ou contre une somme symbolique.

- Les droits propriété intellectuelle, à savoir les brevets éventuels, du standard (ou de parties du standard) sont irrévocablement mis à disposition sans exiger de redevance.

Une analyse plus approfondie des éléments d'architecture nécessaires à l'interopérabilité européenne est décrite dans les « Architecture guidelines » du projet IDABC.
De ce cadre dérivent d'autres cadres dans les ministères, par exemple un Cadre de cohérence technique au Ministère de la Justice.

## Principaux standards employés
Le cadre commun préconise :
- Pour l'intégration des données :
  - L'utilisation de répertoires de schémas XML.

- Pour les composants associés aux services web :
  - WSDL, description de services ;
  - SOAP, protocole d'accès à distance ;
  - UDDI restait à l'état « à suivre » pour une prise en compte ultérieure en septembre 2003[4] ;
  - J2EE ;
  - Microsoft .NET.